# Erromango

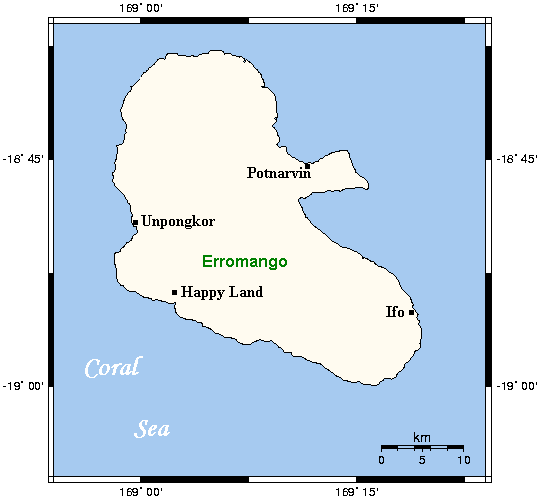
Mapa de Erromango, Vanuatu

Erromango é a maior ilha de Tafea, a província mais meridional de Vanuatu. O seu ponto culminante é o Monte Santop, com 886 m de altitude. As maiores localidades são Potnarvin e Dillons Bay (Unpongkor). A área total de Erromango é de 888 km². 
Na ilha há três estratovulcões que formam a "península da Cabeça do Traidor", a norte da Baía de Cook, na costa oriental.  
No século XIX era conhecida como produtora de sândalo, e grande parte deste recurso foi esgotado. Era então ilha de canibais, que massacraram alguns missionários. Erromango foi uma das mais importantes produtoras agrícolas com diversas plantações. Nesses tempos a população de Erromango era de cerca de 10000 habitantes, e hoje é de aproximadamente 1500. 
A ilha é habitat das árvores kauri e tamanu. 